# Rucy Grunenberg
Rucy Grunenberg (* 14. November 2006 in Herzberg (Elster)) ist eine deutsche Fußballspielerin, die aktuell RB Leipzig angehört.

## Karriere

### Vereine
Grunenberg begann das Fußballspielen im Alter von sieben Jahren beim SV Allemannia 08 Jessen. Über die Zwischenstation Einheit Wittenberg gelangte sie im Frühjahr 2017 zum FC Grün-Weiß Piesteritz, dem sie bis zum Sommer 2019 angehörte. Anschließend wechselte sie zurück zu Allemannia Jessen: Bis 2024 spielte sie dort in gemischten Nachwuchsmannschaften, zudem im Jahr 2022 in der Spielgemeinschaft Dabrun in der Frauen-Landesliga des Fußballverbands Sachsen-Anhalt für die sie in 15 Ligaeinsätzen 38 Tore erzielte.
Parallel dazu war sie bereits ab Sommer 2018 mittels Zweitspielrecht für die Mädchenmannschaften von RB Leipzig aktiv. Anfang 2023 rückte sie in die zweite Frauenmannschaft auf, für die sie am 19. Februar 2023 (14. Spieltag) beim 2:0-Auswärtssieg gegen den Magdeburger FFC in der drittklassigen Regionalliga Nordost debütierte. Nachdem sie bereits in der Saison 2023/24 einmalig eine Berufung in den Kader der ersten Frauenmannschaft erhalten hatte, aber ohne Einsatz geblieben war (17. Spieltag gegen den MSV Duisburg, 24. März 2024), gab sie in der nachfolgenden Spielzeit am 8. Februar 2025 ihr Bundesligadebüt: Beim 4:1-Auswärtssieg gegen Werder Bremen wurde sie in der 89. Minute für Emilía Ásgeirsdóttir eingewechselt.

### Auswahlmannschaft
Grunenberg nahm für den Fußballverband Sachsen-Anhalt in den Jahren 2019 (U14), 2022 (U16) und 2024 (U19) am DFB-Länderpokal teil. An der Sportschule Wedau in Duisburg kam sie dabei in insgesamt zehn Spielen zum Einsatz, für die U14 erzielte sie ein Tor.

### Erfolge
- SFV-Sachsenpokal: 2023, 2024 (jeweils mit RB Leipzig II)

## Persönliches
Grunenberg ist Schülerin am Gymnasium in Jessen (Elster).